# Đạo đức Phật giáo

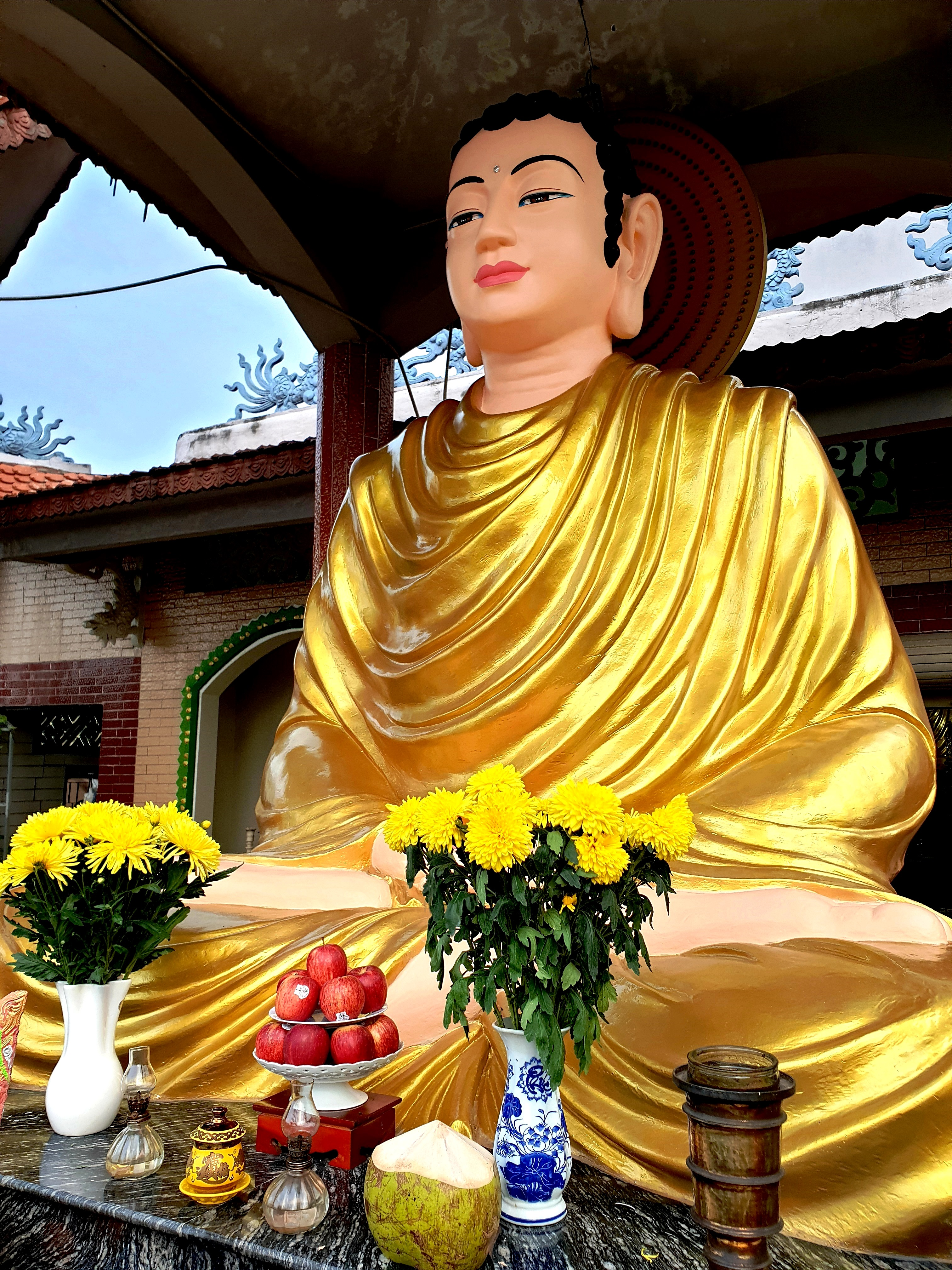
Bức tượng Đức Phật Thích Ca (Kim thân Phật tổ) tại Chùa Giác Ân ở Thành phố Hồ Chí Minh

Đạo đức Phật giáo (Buddhist ethics) hay đạo đức nhà Phật  là đạo đức, lẽ sống, cung cách sống, triết lý sống, cách thức tu dưỡng thân tâm để thực hiện lẽ sống, hướng tới cõi Niết Bàn, tìm con đường thoát khỏi bể khổ bằng việc bản thân phải tự thực hành tư tập theo lời Phật pháp. Đạo đức Phật giáo nổi bật với các giá trị về lòng từ bi (tâm từ bi), tu tâm, hành thiện, làm lành lánh giữ đã trở thành lẽ thật và kim chỉ nam hướng con người đến Chân-Thiện-Mỹ. Bản chất của đạo đức Phật giáo là hướng đến giáo dục đạo đức con người với những phẩm giá về lòng từ bi, hỷ xả, vô ngã, vị tha. Theo nghiên cứu của phương Tây thì đạo đức Phật giáo theo truyền thống dựa trên quan điểm giác ngộ của Đức Phật. Trong Phật giáo, đạo đức hay đạo hạnh đức độ được hiểu bằng thuật ngữ Śīla hoặc sīla (Pāli) là một trong ba phần của Bát Chánh Đạo, đấy là một quy tắc ứng xử bao gồm cam kết hòa hợp và tự kiềm chế, bất bạo động hoặc không gây tổn hại (bất hại), đạo ứng xử này đã được mô tả như một đức hạnh, hay giới hạnh.
Các giá trị đạo đức Phật giáo dựa trên phương tiện để dập tắt ước muốn của lòng tham, sự nóng giận và sự vô minh ngu muội xuẩn ngốc. Triết lý này được trình bày qua lời pháp về Bát Chánh đạo (tám con đường đưa đến sự giải thoát) gồm Chánh kiến (nhận thức đúng đắn), Chánh tư duy (suy nghĩ đúng đắn), Chánh ngữ (lời nói đúng đắn, không khẩu nghiệp), Chánh nghiệp (hành động, làm việc đúng đắn), Chánh mệnh (sinh kế chính đáng), Chánh tinh tiến (nỗ lực tiến bộ), Chánh niệm (tâm niệm đạo lý chân chính), Chánh định (tập trung tư tưởng đúng đắn). Để thực hiện Bát Chánh đạo thì tu luyện theo Giới-Định-Tuệ. Tín đồ và người thực hành theo Phật giáo phải tuân giữ Ngũ giới, là những điều răn, khuyên ngăn, cấm làm, nhằm tiêu diệt những lòng tham bất chính nơi con người. Giới luật (trọng tâm là Ngũ giới) là những nguyên tắc đạo đức mang tính bền vững, ổn định, không thay đổi nhưng có sự bổ sung những chuẩn mực đạo đức mang tính hỗ tương. Đạo đức Phật giáo có nhiều điểm tương đồng với đạo đức truyền thống của dân tộc Việt Nam, những phạm trù cơ bản của đạo đức Phật giáo và Văn hóa Phật giáo đã ảnh hưởng khá sâu đậm trong đời sống xã hội.

## Tham khảo

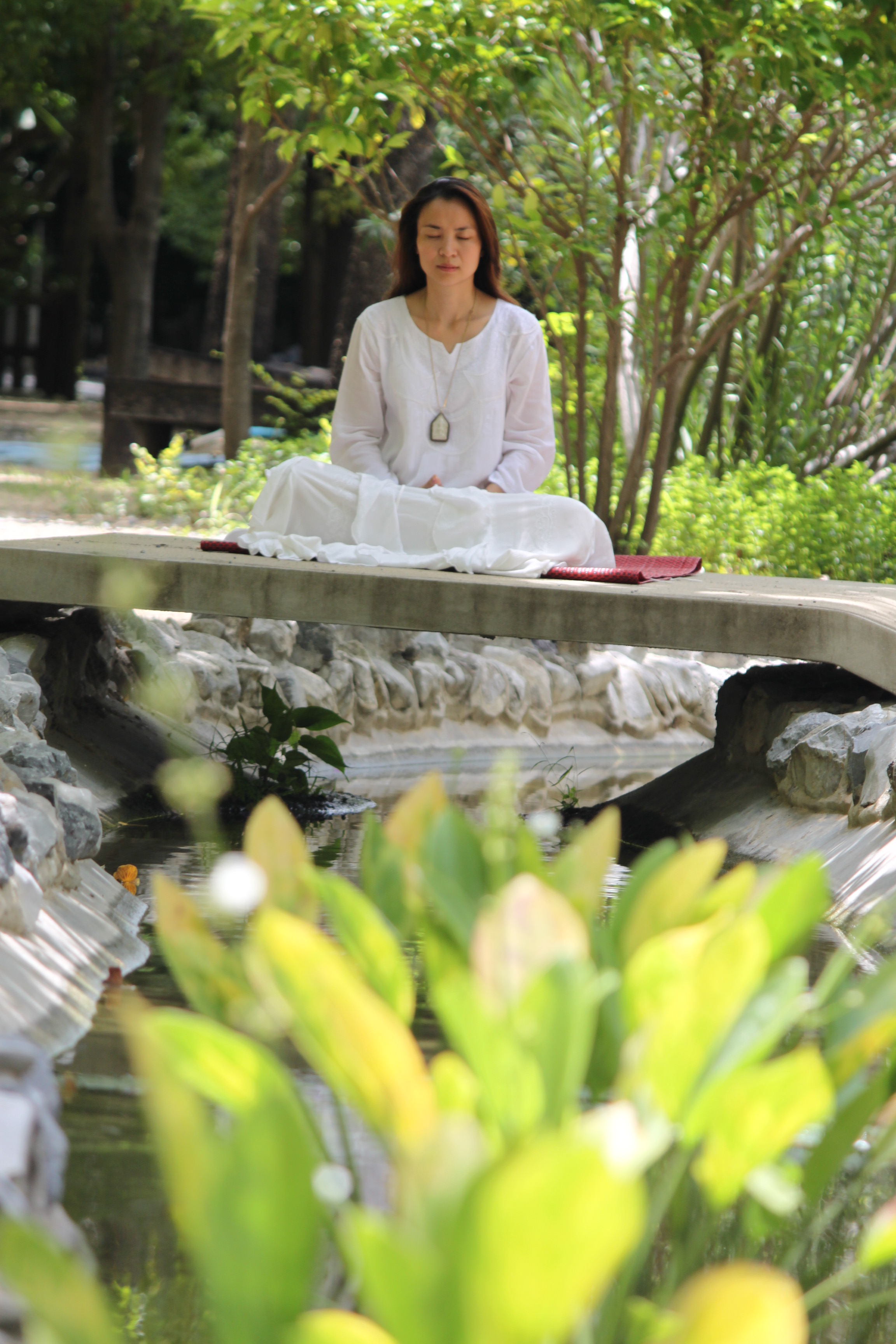
Tu tập thiền định

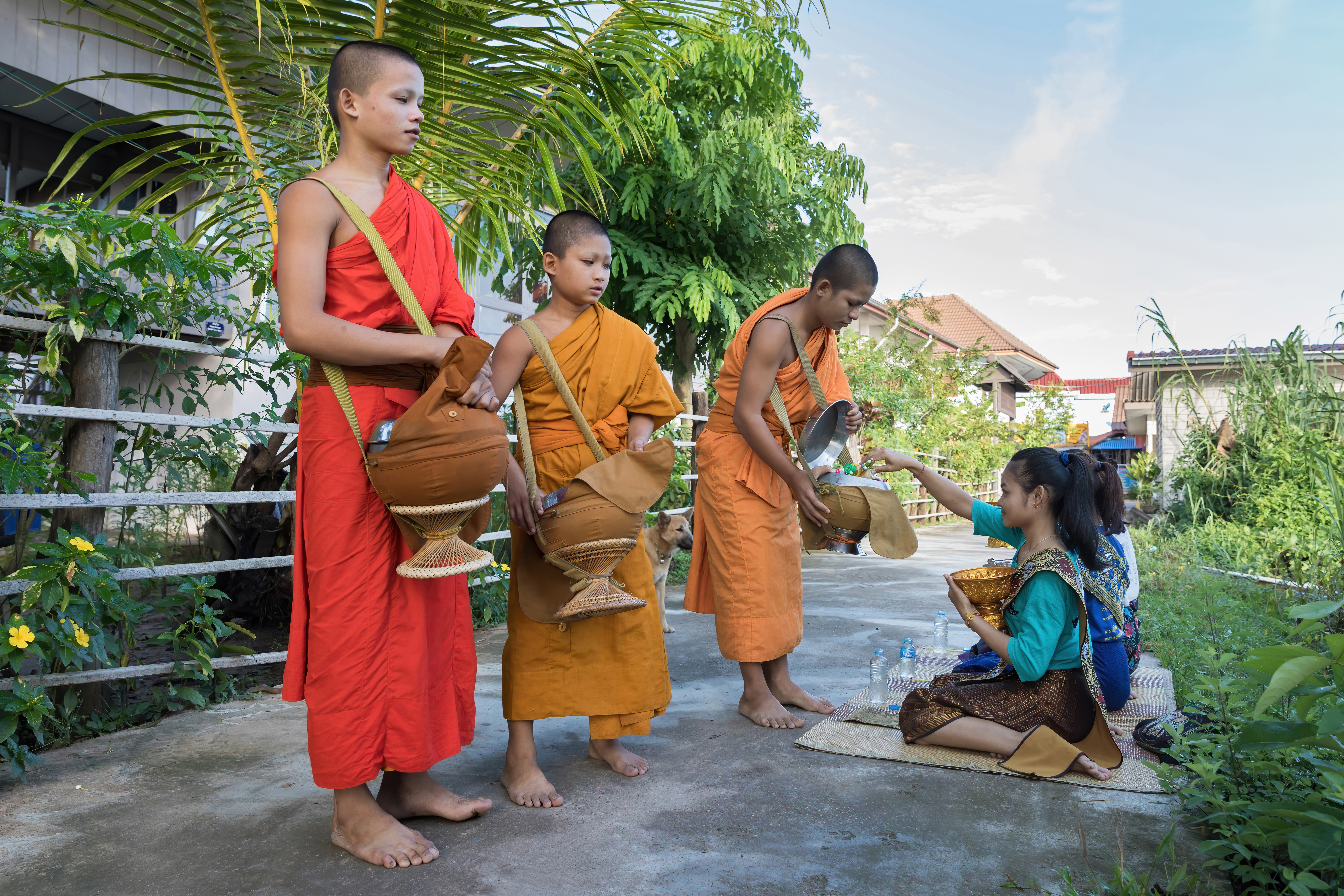
Khất thực ở Si Phan Don tại Lào